# Dancing on the Edge
Dancing on the Edge é uma minissérie da BBC escrita e dirigida por Stephen Poliakoff sobre uma banda de jazz composta por negros na cidade de Londres no início da década de 1930.

## Enredo
A série segue as experiências de uma banda de jazz em Londres na década de 1930. Formada por músicos talentosos negros e liderada pelo compassivo e temperamental Wesley Holt, a banda recebe um show no Hotel Imperial, com ajuda do astuto jornalista, Stanley Mitchell. Eles acabam se tornando um sucesso no hotel. Inúmeros aristocratas – e membros da Família Real – passam a convocar a banda para tocar em festas. Os meios de comunicação correm para entrevistar e fotografar a banda – incluindo o ambicioso empresário norte-americano, Walter Masterson e seu empregado entusiasmado, Julian. A banda continua em ascensão, e começa a receber propostas de gravação. Mas uma tragédia acontece, desencadeando vários eventos que podem arruinar a carreira da banda.

## Elenco
- Louis Lester (Chiwetel Ejiofor) – O líder da banda.
- Stanley Mitchell (Matthew Goode) – Jornalista da revista Music Express, descobridor da banda.
- Jessie (Angel Coulby) – Vocalista principal da Louis Lester Band.
- Walter Masterson (John Goodman) – Um magnata americano e um dos homens mais ricos do mundo.
- Julian Luscombe (Tom Hughes) – Um homem carismático, vindo de uma das famílias mais aristocráticas da Grã-Bretanha. Irmão da Pamela.
- Carla (Wunmi Mosaku) – Vocalista secundária da banda. Tímida e insegura, ela é uma amiga de infância de Jessie.
- Pamela Luscombe (Joanna Vanderham) – Uma mulher bonita e confiante, que vem de uma das famílias mais aristocráticas da Grã-Bretanha. Irmã de Julian.
- Wesley Holt (Ariyon Bakare) – O empresário da banda. Ele cresceu em Chicago e conheceu Louis nos navios mercantes. Ele alega ter nascido em Cardiff, mas não consegue provar isso por não possuir uma certidão de nascimento.
- Rosie (Jenna-Louise Coleman) – Uma assistente que trabalha na Music Express.
- Sarah (Janet Montgomery) – Uma fotógrafa nascida na Inglaterra, filha de um imigrante russo.
- Lady Lavinia Cremone (Jacqueline Bisset) – Uma mulher rica.
- Arthur Donaldson (Anthony Head) – Um homem rico.
- Mr. Wax (Allan Corduner) – O dono da Music Express. Apesar disso, ele deixa Stanley tomar a maioria das decisões.

## Episódios
| No. | Título               | Direção           | Roteiro           | Telespectadores no Reino Unido (em milhões) | Transmissão original    |
| --- | -------------------- | ----------------- | ----------------- | ------------------------------------------- | ----------------------- |
| 1 | "Episode 1"          | Stephen Poliakoff | Stephen Poliakoff | 3.00                                        | 4 de fevereiro de 2013  |
| O jornalista Stanley Mitchell torna-se amigo da Louis Lester Band e ajuda com o crescimento da fama da banda ao levá-la para tocar no Hotel Imperial. À princípio, a banda é tratada com hostilidade pelo público elitista e ancião do hotel, já que a maioria deles jamais havia ouvido jazz ou visto músicos negros na vida. Entretanto, uma mesa de jovens aristocratas amam a nova música e convidam ele para tocar numa festa. |                      |                   |                   |                                             |                         |
| 2 | "Episode 2"          | Stephen Poliakoff | Stephen Poliakoff | 2.48                                        | 5 de fevereiro de 2013  |
| A Louis Lester Band ainda não alcançou o sucesso que desejava, e está presa se apresentando em festas de aniversário de crianças no salão imperial, o que deixa Louis frustrado. Entretanto, a banda é introduzida à rica Lavinia Cremone, que pode ser capaz de impulsionar o sucesso da banda. |                      |                   |                   |                                             |                         |
| 3 | "Episode 3"          | Stephen Poliakoff | Stephen Poliakoff | 2.35                                        | 11 de fevereiro de 2013 |
| A banda e amigos ficam devastados com a hospitalização de Jessie. Louis é entrevistado pela polícia sobre o evento na noite em que a Jessie foi atacada, e ele afirma que viu Julian quando ele deveria estar num trem indo para Paris. A banda é encorajada a continuar tocando sem a Jessie num almoço de natal no Hotel Imperial.                                                                                                |                      |                   |                   |                                             |                         |
| 4 | "Episode 4"          | Stephen Poliakoff | Stephen Poliakoff | 2.52                                        | 18 de fevereiro de 2013 |
| Todos ficam chocados com os eventos que acontecem nos Estados Unidos, onde houve uma tentativa de tirar a vida do Presidente. Masterson revela que planeja comprar a revista Music Express e torná-la um grande império de notícias. Stanley adverte Louis que a polícia acredita que ele é o assassino, então ele tenta ver um advogado, mas todos parecem estar conspirando para entregá-lo à polícia.                            |                      |                   |                   |                                             |                         |
| 5 | "Episode 5"          | Stephen Poliakoff | Stephen Poliakoff | 2.61                                        | 25 de fevereiro de 2013 |
| Louis não pode mais se esconder no escritório da Music Express, então Stanley ajuda ele a se esconder num apartamento suburbano para escapar da perseguição da polícia. Stanley vai buscar o passaporte de Louis enquanto eles planejam a fuga do país. Enquanto isso, Masterson assume o comando da revista Music Express, e anuncia uma grande recompensa pela captura de Louis.                                                  |                      |                   |                   |                                             |                         |
| 6 | "Interviewing Louis" | Stephen Poliakoff | Stephen Poliakoff | 0.39 (madrugada)                            | 10 de março de 2013     |
| Episódio especial onde Stanley entrevista a Louis Lester Band para a revista Music Express. |                      |                   |                   |                                             |                         |

## Transmissão internacional
| País           | Emissora  | Data de estreia       |
| -------------- | --------- | --------------------- |
| Grécia         | NET       | 1 de março de 2013    |
| Estados Unidos | Starz     | 19 de outubro de 2013 |
| Suécia         | SVT1      | 4 de janeiro de 2014  |
| Brasil         | +Globosat | Data a ser definida   |

## Prêmios
| Ano  | Prêmio                | Categoria                                                    | Nomeado(s)          | Resultado |
| ---- | --------------------- | ------------------------------------------------------------ | ------------------- | --------- |
| 2013 | Golden Nymph          | Melhor minissérie                                            | Dancing on the Edge | Indicado  |
| 2014 | Satellite Award       | Melhor minissérie ou telefilme                               | Dancing on the Edge | Venceu    |
| 2014 | Satellite Award       | Melhor ator numa minissérie ou telefilme                     | Matthew Goode       | Indicado  |
| 2014 | Satellite Award       | Melhor ator numa minissérie ou telefilme                     | Chiwetel Ejiofor    | Indicado  |
| 2014 | Golden Globe Award    | Melhor minissérie ou telefilme                               | Dancing on the Edge | Indicado  |
| 2014 | Golden Globe Award    | Melhor ator numa minissérie ou telefilme                     | Chiwetel Ejiofor    | Indicado  |
| 2014 | Golden Globe Award    | Melhor atriz coadjuvante numa série, minissérie ou telefilme | Jacqueline Bisset   | Venceu    |
| 2014 | The Black Reel Awards | Melhor ator numa minissérie ou telefilme                     | Chiwetel Ejiofor    | Venceu    |